# 2019-es Spa 500 TCR verseny
A 2019-es Spa 500 TCR verseny a TCR kategória első jelentős önálló endurance versenye volt. A promóter a 24h Series-t szervező holland Creventic cég, A futamra október 5-6 között került sor, az eseményen a résztvevőknek 500 kört kellett teljesíteniük a 7,004 kilométer hosszú pályán,  ami összesen 3502 kilométeres versenytávnak felel meg de 23 órányi versenyzés után mindenképp leintik a versenyt. A csapatokat három kategóriába sorolták, Pro, Pro-Am és Am osztály. Az alakulatokban legalább 2, legfeljebb 5 versenyző válthatta egymást, a kettős nevezés engedélyezve volt, azaz egy adott versenyző két csapatnál is versenyezhetett. A kategória-győzelem és dobogó mellett a Nemzetek Kupájáért is külön díj járt, ez annak a csapatnak jutott, akik felállásában legalább 3 egyforma nemzetiségű versenyző vezetett és legelőrébb végzett az összetettben.

## Csapatok és versenyzők
| Csapat                              | Autó                    | Rajtszám | Versenyző              | Kategória |
| ----------------------------------- | ----------------------- | -------- | ---------------------- | --------- |
| Holmgaard Motorsport                | Volkswagen Golf GTi TCR | 2        | Magnus Holmgaard       | Am DSG    |
| Holmgaard Motorsport                | Volkswagen Golf GTi TCR | 2        | Jonas Holmgaard        | Am DSG    |
| Holmgaard Motorsport                | Volkswagen Golf GTi TCR | 2        | Roy Edland             | Am DSG    |
| Holmgaard Motorsport                | Volkswagen Golf GTi TCR | 2        | Rowan Shepherd         | Am DSG    |
| Holmgaard Motorsport                | Volkswagen Golf GTi TCR | 2        | Jérimy Daniel          | Am DSG    |
| AC Motorsport                       | Audi RS3 LMS TCR        | 8        | Stephane Perrin        | PA DSG    |
| AC Motorsport                       | Audi RS3 LMS TCR        | 8        | Vincent Radermecker    | PA DSG    |
| AC Motorsport                       | Audi RS3 LMS TCR        | 8        | Stewart Lines          | PA DSG    |
| AC Motorsport                       | Audi RS3 LMS TCR        | 8        | Mathieu Detry          | PA DSG    |
| GDL Team Australia                  | Audi RS3 LMS TCR        | 9        | Malcolm Niall          | Am DSG    |
| GDL Team Australia                  | Audi RS3 LMS TCR        | 9        | Brett Niall            | Am DSG    |
| GDL Team Australia                  | Audi RS3 LMS TCR        | 9        | Clint Harvey           | Am DSG    |
| GDL Team Australia                  | Audi RS3 LMS TCR        | 9        | Rory Penttinen         | Am DSG    |
| GDL Team Australia                  | Audi RS3 LMS TCR        | 9        | Darryl Clarke          | Am DSG    |
| Teamwork Huff Motorsport            | Audi RS3 LMS TCR        | 22       | Andy Yan               | PA DSG    |
| Teamwork Huff Motorsport            | Audi RS3 LMS TCR        | 22       | Rainey He              | PA DSG    |
| Teamwork Huff Motorsport            | Audi RS3 LMS TCR        | 22       | Neric Wei              | PA DSG    |
| Teamwork Huff Motorsport            | Audi RS3 LMS TCR        | 22       | Yan Chuang             | PA DSG    |
| Teamwork Huff Motorsport            | Audi RS3 LMS TCR        | 852      | Alex Hui               | PA DSG    |
| Teamwork Huff Motorsport            | Audi RS3 LMS TCR        | 852      | Sunny Wong             | PA DSG    |
| Teamwork Huff Motorsport            | Audi RS3 LMS TCR        | 852      | Paul Poon              | PA DSG    |
| Teamwork Huff Motorsport            | Audi RS3 LMS TCR        | 852      | Samuel Hsieh           | PA DSG    |
| Wimmer Werk Motorsport              | Cupra León TCR          | 33       | Günter Benninger       | Am DSG    |
| Wimmer Werk Motorsport              | Cupra León TCR          | 33       | Christian Voithofer    | Am DSG    |
| Wimmer Werk Motorsport              | Cupra León TCR          | 33       | Peter Gross            | Am DSG    |
| Wimmer Werk Motorsport              | Cupra León TCR          | 33       | Hans Peter Eder        | Am DSG    |
| Wimmer Werk Motorsport              | Cupra León TCR          | 33       | Constantin Schöll      | Am DSG    |
| Burton Racing                       | Peugeot 308 TCR         | 46       | Pierre-Yves Corthals   | Am SEQ    |
| Burton Racing                       | Peugeot 308 TCR         | 46       | Caren Burton           | Am SEQ    |
| Burton Racing                       | Peugeot 308 TCR         | 46       | Armand Fumal           | Am SEQ    |
| Burton Racing                       | Peugeot 308 TCR         | 46       | Olivier Meurens        | Am SEQ    |
| Burton Racing                       | Peugeot 308 TCR         | 46       | Philippe Steveny       | Am SEQ    |
| Ferda Autosport By QSR Racing       | Audi RS3 LMS TCR        | 54       | Lance Bergstein        | Am DSG    |
| Ferda Autosport By QSR Racing       | Audi RS3 LMS TCR        | 54       | Jon Miller             | Am DSG    |
| Ferda Autosport By QSR Racing       | Audi RS3 LMS TCR        | 54       | Chris Allen            | Am DSG    |
| Ferda Autosport By QSR Racing       | Audi RS3 LMS TCR        | 54       | Ramana Lagemann        | Am DSG    |
| Viper Niza Racing                   | Cupra León TCR          | 65       | Douglas Khoo           | PA DSG    |
| Viper Niza Racing                   | Cupra León TCR          | 65       | Dominic Ang            | PA DSG    |
| Viper Niza Racing                   | Cupra León TCR          | 65       | Melvin Moh             | PA DSG    |
| Viper Niza Racing                   | Cupra León TCR          | 65       | Fariqe Hairuman        | PA DSG    |
| Vmax-Engineering                    | Opel Astra TCR          | 85       | Charles Putman         | PA SEQ    |
| Vmax-Engineering                    | Opel Astra TCR          | 85       | Charles Espenlaub      | PA SEQ    |
| Vmax-Engineering                    | Opel Astra TCR          | 85       | Steven Cho             | PA SEQ    |
| Vmax-Engineering                    | Opel Astra TCR          | 85       | Ward Sluys             | PA SEQ    |
| Red Camel-Jordans.nl                | Cupra León TCR          | 101      | Tom Coronel            | P DSG     |
| Red Camel-Jordans.nl                | Cupra León TCR          | 101      | Pepe Oriola            | P DSG     |
| Red Camel-Jordans.nl                | Cupra León TCR          | 101      | Ivo Breukers           | P DSG     |
| Red Camel-Jordans.nl                | Cupra León TCR          | 101      | Rik Breukers           | P DSG     |
| Lestrup Racing Team                 | Volkswagen Golf GTi TCR | 110      | Mats Olsson            | Am DSG    |
| Lestrup Racing Team                 | Volkswagen Golf GTi TCR | 110      | Stefan Nilsson         | Am DSG    |
| Lestrup Racing Team                 | Volkswagen Golf GTi TCR | 110      | Peter Fahlström        | Am DSG    |
| Lestrup Racing Team                 | Volkswagen Golf GTi TCR | 110      | Marcus Fluch           | Am DSG    |
| Bas Koeten Racing                   | Audi RS3 LMS TCR        | 125      | Alex Au                | Am DSG    |
| Bas Koeten Racing                   | Audi RS3 LMS TCR        | 125      | Eric Lo                | Am DSG    |
| Bas Koeten Racing                   | Audi RS3 LMS TCR        | 125      | Eric Kwong             | Am DSG    |
| Bas Koeten Racing                   | Audi RS3 LMS TCR        | 125      | Kevin Tse              | Am DSG    |
| TOPCAR Sport with Bas Koeten Racing | Cupra León TCR          | 131      | Mikel Azcona           | P DSG     |
| TOPCAR Sport with Bas Koeten Racing | Cupra León TCR          | 131      | Antti Buri             | P DSG     |
| TOPCAR Sport with Bas Koeten Racing | Cupra León TCR          | 131      | Kari-Pekka Laaksonen   | P DSG     |
| TOPCAR Sport with Bas Koeten Racing | Cupra León TCR          | 131      | Julien Apothéloz       | P DSG     |
| TOPCAR Sport with Bas Koeten Racing | Cupra León TCR          | 131      | Fabian Danz            | P DSG     |
| NKPP Racing by Bas Koeten Racing    | Cupra León TCR          | 175      | Gijs Bessem            | PA DSG    |
| NKPP Racing by Bas Koeten Racing    | Cupra León TCR          | 175      | Harry Hilders          | PA DSG    |
| NKPP Racing by Bas Koeten Racing    | Cupra León TCR          | 175      | Christiaan Frankenhout | PA DSG    |
| NKPP Racing by Bas Koeten Racing    | Cupra León TCR          | 175      | Jaap van Lagen         | PA DSG    |
| DG Sport Compétition                | Peugeot 308 TCR         | 308      | Julien Briché          | P SEQ     |
| DG Sport Compétition                | Peugeot 308 TCR         | 308      | Teddy Clairet          | P SEQ     |
| DG Sport Compétition                | Peugeot 308 TCR         | 308      | Aurélien Comte         | P SEQ     |
| Macau PS Racing                     | Audi RS3 LMS TCR        | 853      | Ryan Wong              | Am DSG    |
| Macau PS Racing                     | Audi RS3 LMS TCR        | 853      | Filipe de Souza        | Am DSG    |
| Macau PS Racing                     | Audi RS3 LMS TCR        | 853      | Kelvin Wong            | Am DSG    |
| Macau PS Racing                     | Audi RS3 LMS TCR        | 853      | Louis Ng               | Am DSG    |
| Macau PS Racing                     | Audi RS3 LMS TCR        | 853      | Lam Kam San            | Am DSG    |
| Forrás:                             |                         |          |                        |           |

| Jelzés | Kategória                            |
| ------ | ------------------------------------ |
| P      | Pro                                  |
| PA     | Pro-Am                               |
| Am     | Am                                   |
| SEQ    | Szekvenciális váltót használó csapat |
| DSG    | DSG váltót használó csapat           |

## Az időmérő edzés végeredménye
| Helyezés | Rajtszám | Kategória | Csapat                              | Versenyzők                                                                         | Autó                    | Köridő   | Különbség  |
| -------- | -------- | --------- | ----------------------------------- | ---------------------------------------------------------------------------------- | ----------------------- | -------- | ---------- |
| 1.       | 175      | PA        | NKPP Racing by Bas Koeten Racing    | Gijs Bessem Harry Hilders Christiaan Frankenhout Jaap van Lagen                    | Cupra León TCR          | 2:37.916 |            |
| 2.       | 101      | P         | Red Camel-Jordans.nl                | Tom Coronel Pepe Oriola Ivo Breukers Rik Breukers                                  | Cupra León TCR          | 2:39.038 | +1,122 mp  |
| 3.       | 9        | Am        | GDL Team Australia                  | Malcolm Niall Brett Niall Clint Harvey Rory Penttinen Darryl Clarke                | Audi RS3 LMS TCR        | 2:39.664 | +1,748 mp  |
| 4.       | 85       | PA        | Vmax-Engineering                    | Charles Putman Charles Espenlaub Steven Cho Ward Sluys                             | Opel Astra TCR          | 2:39.761 | +1,845 mp  |
| 5.       | 8        | PA        | AC Motorsport                       | Stephane Perrin Vincent Radermecker Stewart Lines Mathieu Detry                    | Audi RS3 LMS TCR        | 2:40.271 | +2,355 mp  |
| 6.       | 33       | PA        | Wimmer Werk Motorsport              | Günter Benninger Christian Voithofer Peter Gross Hans Peter Eder Constantin Schöll | Cupra León TCR          | 2:40.308 | +2,392 mp  |
| 7.       | 131      | P         | TOPCAR Sport with Bas Koeten Racing | Fabian Danz Julien Apothéloz Kari-Pekka Laaksonen Antti Buri Mikel Azcona          | Cupra León TCR          | 2:40.737 | +2,821 mp  |
| 8.       | 308      | P         | DG Sport Compétition                | Aurélien Comte Teddy Clairet Julien Briché                                         | Peugeot 308 TCR         | 2:40.812 | +2,896 mp  |
| 9.       | 110      | Am        | Lestrup Racing Team                 | Peter Fahlström Stefan Nilsson Mats Olsson Marcus Fluch                            | Volkswagen Golf GTi TCR | 2:40.822 | +2,906 mp  |
| 10.      | 46       | Am        | Burton Racing                       | Pierre-Yves Corthals Caren Burton Armand Fumal Olivier Meurens Philippe Steveny    | Peugeot 308 TCR         | 2:41.110 | +3,194 mp  |
| 11.      | 2        | Am        | Holmgaard Motorsport                | Magnus Holmgaard Jonas Holmgaard Roy Edland Rowan Shepherd Jérimy Daniel           | Volkswagen Golf GTi TCR | 2:41.444 | +3,528 mp  |
| 12.      | 853      | Am        | Macau PS Racing                     | Ryan Wong Filipe de Souza Kelvin Wong Louis Ng Lam Kam San                         | Audi RS3 LMS TCR        | 2:43.547 | +5,631 mp  |
| 13.      | 54       | Am        | Ferda Autosport by QSR Racing       | Lance Bergstein Jon Miller Chris Allen Ramana Lagemann                             | Audi RS3 LMS TCR        | 2:43.973 | +6,057 mp  |
| 14.      | 22       | PA        | Teamwork Huff Motorsport            | Andy Yan Rainey He Neric Wei Yan Chuang                                            | Audi RS3 LMS TCR        | 2:45.727 | +7,811 mp  |
| 15.      | 852      | PA        | Teamwork Huff Motorsport            | Alex Hui Sunny Wong Paul Poon Samuel Hsieh                                         | Audi RS3 LMS TCR        | 2:50.668 | +12,752 mp |
| 16.      | 65       | PA        | Viper Niza Racing                   | Douglas Khoo Dominic Ang Melvin Moh Fariqe Hairuman                                | Cupra León TCR          | 2:50.753 | +12,837 mp |
| 17.      | 125      | Am        | Bas Koeten Racing                   | Alex Au Eric Lo Eric Kwong Kevin Tse                                               | Audi RS3 LMS TCR        | 2:52.932 | +15,016 mp |

Dölt - A leggyorsabb mért kört teljesítő versenyző (csapaton belül)

### Időmérő megjegyzések
- A 33-as, 54-es, 65-ös és 85-ös (Wimmer Werk Motorsport, Ferda Autosport by QSR Racing, Viper Niza Racing, Vmax-Engineering) rajtszámú autók legjobb köridejét pályaelhagyás miatt törölték.

## A futam végeredménye
A rajtot követően 101-es Cuprában Pepe Oriola állt az élre, a 308-as rajtszámú Peugeot pedig a harmadik helyre jött előre, ám közte és a mezőny egyetlen Opelje, a Vmax-Engineering között hatalmas csata alakult ki, aminek következtében a két autón hamar elkoptak a gumik így a tervezettnél hamarabb kényszerültek kerékcserére amivel a mezőny végére estek hátra így az élmezőnytől jelentősen lemaradtak. A kiállást követően a DG Sport Compétition Peugeotja 2:34-es mértkört futott, ami ekkor toronymagasan a verseny leggyorsabb köridejének számított. A 27. körben, három körrel a boxkiállása után a 175-ös rajtszámú NKPP Racing by Bas Koeten Racing a Raidillon kanyarban nagy erővel a falnak ütközött így a verseny a csapat számára véget ért, az autóban ekkor Harry Hilders ült, akit bevittek a pálya kórházába megfigyelésre, a baleset után a szalagkorlátot is javítani kellett. A Code 60-as szakaszt kihasználva a mezőny nagy része a boxutcába hajtott. Az éjszakába fordulva már csak a 131-es számú TOPCAR Sport with Bas Koeten Racing volt valódi versenyben a Red Camel-Jordans.nl gárdájával, azonban a kerékcserét és tankolást követően Antti Buri technikai okokból sok időt veszített a boxtuca kijáratánál, az esetből ismét Code 60-as fázis lett, aztán a Cupra külső segítséggel elindult, de hamarosan ismét kétszer kényszerült a boxutcába hajtani, előbb a technikai hiba elhárítása miatt, azután pedig a külső segítség igénybevétele miatt való büntetés letöltésére, ezzel a mezőny végére estek vissza. A Vmax-Engineering Opel is technikai hibákba ütközött és hosszabb időt töltöttek a boxutcában. A 130. körre a DG Sport Compétition Peugeotja az ötödik helyre zárkózott vissza, ekkor a volánnál Julien Briché ült, azonban a Peugeot hátsó lámpája elromlott így kényszerű kiállást kellett közbeiktatnia a csapatnak. Reggelre a pálya környékére heves eső valamint köd érkezett, ekkor ütközött és feladta a versenyt a Wimmer Werk Motorsport a Les Combes kanyarkombinációnál. Hajnali fél hatkor a 85-ös és a 125-ös versenyautók ütköztek össze, mindketten büntetést kaptak, a 125-ös harminc másodperces időbüntetést elkerülhető baleset okozásáért míg a 85-ös negyven másodpercet az előzési kísérletért, a 85-ös Vmax-Engineering feladta a versenyt, a 22-es rajtszámú TeamWork Huff Motorsport Audi pedig technikai okokból sok időt vesztegelt a garázsban aztán vissza állt a versenybe. A GDL Team Australia Audija közel négy órát állt a boxban miután az eltört vízpumpáját kellett megszerelni valamint problémák akadtak az autó turbófeltöltőjével is. A mezőny nem tudott 500 kört megtenni a megszabott 23 óra alatt, 15 perccel a leintés előtt a hetedik helyen haladó svéd Lestrup Racing autója is ütközött,  ezt követően már csak egy körre indult újra a verseny, amit végül a Red Camel-Jordans.nl nyert, az utolsó etapot Pepe Oriola teljesítette, váltótársai Tom Coronel, Ivo Breukers és Rik Breukers voltak, a második helyen a DG Sport Compétition Peugeotja végzett, a harmadik pedig a  TOPCAR Sport with Bas Koeten Racing lett.
| Helyezés | Rajtszám | Kategória | Csapat                              | Versenyzők                                                                         | Autó                    | Körszám | Különbség/Kiesés oka |
| -------- | -------- | --------- | ----------------------------------- | ---------------------------------------------------------------------------------- | ----------------------- | ------- | -------------------- |
| 1.       | 101      | P         | Red Camel-Jordans.nl                | Tom Coronel Pepe Oriola Ivo Breukers Rik Breukers                                  | Cupra León TCR          | 454 kör |                      |
| 2.       | 308      | P         | DG Sport Compétition                | Aurélien Comte Teddy Clairet Julien Briché                                         | Peugeot 308 TCR         | 449 kör | +5 kör               |
| 3.       | 131      | P         | TOPCAR Sport with Bas Koeten Racing | Fabian Danz Julien Apothéloz Kari-Pekka Laaksonen Antti Buri Mikel Azcona          | Cupra León TCR          | 444 kör | +10 kör              |
| 4.       | 65       | PA        | Viper Niza Racing                   | Douglas Khoo Dominic Ang Melvin Moh Fariqe Hairuman                                | Cupra León TCR          | 441 kör | +13 kör              |
| 5.       | 8        | PA        | AC Motorsport                       | Stephane Perrin Vincent Radermecker Stewart Lines Mathieu Detry                    | Audi RS3 LMS TCR        | 439 kör | +15 kör              |
| 6.       | 46       | Am        | Burton Racing                       | Pierre-Yves Corthals Caren Burton Armand Fumal Olivier Meurens Philippe Steveny    | Peugeot 308 TCR         | 436 kör | +18 kör              |
| 7.       | 852      | PA        | Teamwork Huff Motorsport            | Alex Hui Sunny Wong Paul Poon Samuel Hsieh                                         | Audi RS3 LMS TCR        | 428 kör | +26 kör              |
| 8.*      | 110      | Am        | Lestrup Racing Team                 | Peter Fahlström Stefan Nilsson Mats Olsson Marcus Fluch                            | Volkswagen Golf GTi TCR | 424 kör | +30 kör              |
| 9.*      | 22       | PA        | Teamwork Huff Motorsport            | Andy Yan Rainey He Neric Wei Yan Chuang                                            | Audi RS3 LMS TCR        | 409 kör | +45 kör              |
| 10.*     | 125      | Am        | Bas Koeten Racing                   | Alex Au Eric Lo Eric Kwong Kevin Tse                                               | Audi RS3 LMS TCR        | 361 kör | +93 kör              |
| 11.      | 9        | Am        | GDL Team Australia                  | Malcolm Niall Brett Niall Clint Harvey Rory Penttinen Darryl Clarke                | Audi RS3 LMS TCR        | 356 kör | +98 kör              |
| 12.*     | 2        | Am        | Holmgaard Motorsport                | Magnus Holmgaard Jonas Holmgaard Roy Edland Rowan Shepherd Jérimy Daniel           | Volkswagen Golf GTi TCR | 319 kör | +135 kör             |
| –        | 33       | PA        | Wimmer Werk Motorsport              | Günter Benninger Christian Voithofer Peter Gross Hans Peter Eder Constantin Schöll | Cupra León TCR          | 225 kör | Baleset              |
| –        | 85       | PA        | Vmax-Engineering                    | Charles Putman Charles Espenlaub Steven Cho Ward Sluys                             | Opel Astra TCR          | 187 kör | Ütközés              |
| –        | 54       | Am        | Ferda Autosport by QSR Racing       | Lance Bergstein Jon Miller Chris Allen Ramana Lagemann                             | Audi RS3 LMS TCR        | 127 kör | Nem ért célba        |
| –        | 853      | Am        | Macau PS Racing                     | Ryan Wong Filipe de Souza Kelvin Wong Louis Ng Lam Kam San                         | Audi RS3 LMS TCR        | 85 kör  | Kicsúszás            |
| –        | 175      | PA        | NKPP Racing by Bas Koeten Racing    | Gijs Bessem Harry Hilders Christiaan Frankenhout Jaap van Lagen                    | Cupra León TCR          | 27 kör  | Baleset              |

* Nem ért célba, de teljesítette a versenytáv értékeléshez szükséges százalékát.
Félkövér - A különböző kategóriák győzteseinek jelölése.

### Verseny megjegyzések
- A 85-ös rajtszámú autó (Vmax-Engineering) 40 másodperces időbüntetést kapott felelőtlen előzési kísérletért.
- A 85-ös rajtszámú autó (Vmax-Engineering) 93 másodperces időbüntetést kapott
- A 8-as, 9-es, 22-es, 46-os, 65-ös és a 852-es rajtszámú autók (AC Motorsport, GDL Team Australia, Teamwork Huff Motorsport, Burton Racing, Viper Niza, Teamwork Huff Motorsport) 60 másodperces időbüntetést kapott, Parc Fermé instrukciók figyelmen kivűl hagyása miatt.

## A Nemzetek kupája végeredménye
| Helyezés | Rajtszám | Kategória | Csapat                           | Versenyzők                                                                         | Autó                    | Körszám |
| -------- | -------- | --------- | -------------------------------- | ---------------------------------------------------------------------------------- | ----------------------- | ------- |
| 1.       | 101      | P         | Red Camel-Jordans.nl             | Tom Coronel Pepe Oriola Ivo Breukers Rik Breukers                                  | Cupra León TCR          | 454 kör |
| 2.       | 308      | P         | DG Sport Compétition             | Aurélien Comte Teddy Clairet Julien Briché                                         | Peugeot 308 TCR         | 449 kör |
| 3.       | 65       | PA        | Viper Niza Racing                | Douglas Khoo Dominic Ang Melvin Moh Fariqe Hairuman                                | Cupra León TCR          | 441 kör |
| 4.       | 46       | Am        | Burton Racing                    | Pierre-Yves Corthals Caren Burton Armand Fumal Olivier Meurens Philippe Steveny    | Peugeot 308 TCR         | 436 kör |
| 5.       | 852      | PA        | Teamwork Huff Motorsport         | Alex Hui Sunny Wong Paul Poon Samuel Hsieh                                         | Audi RS3 LMS TCR        | 428 kör |
| 6.*      | 110      | Am        | Lestrup Racing Team              | Peter Fahlström Stefan Nilsson Mats Olsson Marcus Fluch                            | Volkswagen Golf GTi TCR | 424 kör |
| 7.*      | 22       | PA        | Teamwork Huff Motorsport         | Andy Yan Rainey He Neric Wei Yan Chuang                                            | Audi RS3 LMS TCR        | 409 kör |
| 8.*      | 125      | Am        | Bas Koeten Racing                | Alex Au Eric Lo Eric Kwong Kevin Tse                                               | Audi RS3 LMS TCR        | 361 kör |
| 9.       | 9        | Am        | GDL Team Australia               | Malcolm Niall Brett Niall Clint Harvey Rory Penttinen Darryl Clarke                | Audi RS3 LMS TCR        | 356 kör |
| –        | 33       | PA        | Wimmer Werk Motorsport           | Günter Benninger Christian Voithofer Peter Gross Hans Peter Eder Constantin Schöll | Cupra León TCR          | 225 kör |
| –        | 54       | Am        | Ferda Autosport by QSR Racing    | Lance Bergstein Jon Miller Chris Allen Ramana Lagemann                             | Audi RS3 LMS TCR        | 127 kör |
| –        | 853      | Am        | Macau PS Racing                  | Ryan Wong Filipe de Souza Kelvin Wong Louis Ng Lam Kam San                         | Audi RS3 LMS TCR        | 85 kör  |
| –        | 175      | PA        | NKPP Racing by Bas Koeten Racing | Gijs Bessem Harry Hilders Christiaan Frankenhout Jaap van Lagen                    | Cupra León TCR          | 27 kör  |